# Babongo
 (août 2018).
Si vous disposez d'ouvrages ou d'articles de référence ou si vous connaissez des sites web de qualité traitant du thème abordé ici, merci de compléter l'article en donnant les références utiles à sa vérifiabilité et en les liant à la section « Notes et références ».
Ne doit pas être confondu avec Babong.
Babongo est un village-rue du Cameroun situé sur la nationale 1 (Meiganga-Ngaoundéré) dans la Région de l'Adamaoua. Il est à environ 30 minutes de route bitumée à la sortie de l'arrondissement de Meiganga dans le département du Mbéré, ou à  environ 1 h 40 de route toujours bitumée depuis Ngaoundéré. C'est un petit village situé entre les villages « Garga » et « Manbaka ».

## Géographie et climat
Le relief est plat, se situant à une altitude de 1 129 mètres, avec une terre de couleur orange, mais aussi noire, et très peu de rochers. La savane, les bosquets et une forêt peu dense composent la végétation du village. Le climat est tempéré. Les premières pluies débutent à la mi avril et s'arrêtent à la mi septembre. 

## Histoire
Le village de Babongo  s'est étendu à partir d'un carrefour qui avait pour but de relier l'arrondissement de Belel sans passer par Ngaoundéré à la sortie de Meiganga par une route non bitumée. Son expansion a aussi été aussi favorisée par la traversée des pylônes de haute tension et des poteaux pour fibre optique ; ce qui a facilité l'alimentation du village en courant électrique d’une part, et la sédentarisation de la population jadis nomade d’autre part.

## Administration et politique
Babongo est dirigé par un chef traditionnel de second degré, avec une population essentiellement démocratique où les partis politiques comme le RPDC, l'UNDP, etc., pour ne citer que ceux-là, battent leur plein. 

## Population et sociétés
À Babongo, la population s'élevait à 817 habitants lors du recensement de 2005, sur une superficie de plus de 2 km2, où des habitations en dur, en semi dur et en terre cuite se chevauchent. 
Ce village possède une école primaire de quatre salles de classe pour trois niveaux (Sil-CP ; CE1-CE2 ; CM1-CM2). Sortis de leur cycle primaire, les élèves migrent pour le village « Garga » qui possède un établissement secondaire pour parfaire leur cursus scolaire. Le village Babongo possède aussi un District de santé et des forages d'eau potable. 
Les habitants de Babongo sont soit musulmans, soit chrétiens.  Le village possède une mosquée, située à la chefferie, et une petite chapelle pour les autres. 
Les tribus majoritaires qui cohabitent dans le village sont les Foulbés, les Mbéré, les Mboms et les Gbayas. Ils sont à la fois éleveurs et cultivateurs.

## Économie et transport
L'essentiel de l'économie de rentes est basée sur la vente du bétail, l’agriculture et le secteur informel.
Le transport se fait à l'aide des motocycles, des voitures personnelles ou grâce au cars de transport qui font la ligne Meiganga-Ngaoundéré.